# Pauls Hole
Pauls Hole ist eine kleine Bucht an der Ostseite der Rongé-Insel vor der Danco-Küste des Grahamlands im Norden der Antarktischen Halbinsel. Sie liegt unmittelbar südlich von Cuverville Island. 
Ihren Namen verdankt die Bucht wahrscheinlich Walfängern, die zwischen 1913 und 1922 in diesem Gebiet operierten. Der weitere Benennungshintergrund ist nicht überliefert.